# Njemačka književna nagrada za mir
Njemačka književna nagrada za mir (njem. Friedenspreis des Deutschen Buchhandels) je njemačka, međunarodna nagrada za mir. Dodjeljuje se svake godine tijekom Frankfurtskog sajma knjiga. Nagradu dodjelju udruga njemačkih nakladnika još od osnutka 1950. Nagrada se dodjeljuje u crkvi sv. Pavla u Frankfurtu u prisustvu predsjednika Njemačke i iznosi 25 000 eura. 

## Dobitnici
- 1950. – Max Tau
- 1951. – Albert Schweitzer
- 1952. – Romano Guardini
- 1953. – Martin Buber
- 1954. – Carl Jacob Burckhardt
- 1955. – Hermann Hesse
- 1956. – Reinhold Schneider
- 1957. – Thornton Wilder
- 1958. – Karl Jaspers
- 1959. – Theodor Heuss
- 1960. – Victor Gollancz
- 1961. – Sarvepalli Radhakrishnan
- 1962. – Paul Tillich
- 1963. – Carl Friedrich von Weizsäcker
- 1964. – Gabriel Marcel
- 1965. – Nelly Sachs
- 1966. – Augustin Bea i W.A. Visser 't Hooft
- 1967. – Ernst Bloch
- 1968. – Léopold Sédar Senghor
- 1969. – Alexander Mitscherlich
- 1970. – Alva Myrdal i Gunnar Myrdal
- 1971. – Marion Gräfin Dönhoff
- 1972. – Janusz Korczak (postumno)
- 1973. – Rimski klub
- 1974. – Frère Roger
- 1975. – Alfred Grosser
- 1976. – Max Frisch
- 1977. – Leszek Kolakowski
- 1978. – Astrid Lindgren
- 1979. – Yehudi Menuhin
- 1980. – Ernesto Cardenal
- 1981. – Lev Kopelev
- 1982. – George F. Kennan
- 1983. – Manès Sperber
- 1984. – Octavio Paz
- 1985. – Teddy Kollek
- 1986. – Władysław Bartoszewski
- 1987. – Hans Jonas
- 1988. – Siegfried Lenz
- 1989. – Václav Havel
- 1990. – Karl Dedecius
- 1991. – György Konrád
- 1992. – Amos Oz
- 1993. – Friedrich Schorlemmer
- 1994. – Jorge Semprún
- 1995. – Annemarie Schimmel
- 1996. – Mario Vargas Llosa
- 1997. – Yaşar Kemal
- 1998. – Martin Walser
- 1999. – Fritz Stern
- 2000. – Assia Djebar
- 2001. – Jürgen Habermas
- 2002. – Chinua Achebe
- 2003. – Susan Sontag
- 2004. – Péter Esterházy
- 2005. – Orhan Pamuk
- 2006. – Wolf Lepenies
- 2007. – Saul Friedländer
- 2008. – Anselm Kiefer
- 2009. – Claudio Magris
- 2010. – David Grossman
- 2011. – Boualem Sansal
- 2012. – Liao Yiwu
- 2013. – Svetlana Aleksijevič
- 2014. – Jaron Lanier
- 2015. – Navid Kermani
- 2016. – Carolin Emcke
- 2017. – Margaret Atwood
- 2018. – Aleida Assmann i Jan Assmann
- 2019. – Sebastião Salgado
- 2020. – Amartya Sen